# Spoilbank Cemetery
 Spoilbank Cemetery is een Britse militaire begraafplaats met gesneuvelden uit de Eerste Wereldoorlog, gelegen in het Belgische dorp Zillebeke, een deelgemeente van Ieper. Ze ligt 2.250 m ten zuidwesten van het dorpscentrum, en 3.400 m ten zuiden van de Grote Markt van Ieper. De begraafplaats werd ontworpen door Edwin Lutyens in samenwerking met William Cowlishaw. Het terrein heeft een onregelmatige vorm met een oppervlakte van 4.160 m² en is omgeven door een bakstenen muur. Het Cross of Sacrifice staat tegen de noordelijke muur, recht tegenover de toegang. De begraafplaats ligt aan de rand van het provinciedomein De Palingbeek en wordt onderhouden door de Commonwealth War Graves Commission. Honderdvijftig meter noordoostelijker ligt de Chester Farm Cemetery.
Er liggen 520 doden waarvan 125 niet geïdentificeerd konden worden. De site staat sinds 2023 op de Unesco-Werelderfgoedlijst als onderdeel van inschrijving Begraafplaatsen en herdenkingssites van de Eerste Wereldoorlog (Westelijk Front).

## Geschiedenis
De naam van deze begraafplaats komt van de uitgegraven aarde (spoil banks - baggerhopen) van het kanaal van Ieper naar Komen, dat gebruikt werd voor de oevers van dit kanaal. Dit kanaal werd echter nooit gebruikt. Deze begraafplaats werd ook nog Chester Farm Lower Cemetery of Gordon Terrace Cemetery genoemd. Ze werd gebruikt van februari 1915 tot maart 1918, voor het begraven van vooral manschappen van het 2nd Suffolks Regiment die sneuvelden bij de verdediging van The Bluff (een hevig bevochten deel van het front aan het kanaal Ieper-Komen, vlak bij deze begraafplaats). Na de oorlog werden nog slachtoffers uit de omringende velden bijgezet. 
Er liggen nu 520 militairen begraven waaronder 436 Britten (waarvan 113 niet geïdentificeerd konden worden), 68 Australiërs (waarvan 6 niet geïdentificeerd konden worden) en 16 Canadezen (waarvan 6 niet geïdentificeerd konden worden). Voor 11 doden werden Special Memorials opgericht omdat hun graven niet meer gelokaliseerd konden worden en men aanneemt dat ze onder naamloze grafzerken liggen. Deze grafzerken staan links en rechts van de ingang opgesteld.
De begraafplaats werd in 2009 als monument beschermd.

## Graven
- De broers George en John Keating, beiden officier bij het Cheshire Regiment, sneuvelden op dezelfde dag (17 februari 1915) en liggen naast elkaar begraven.

### Onderscheiden militairen
- Steuart S. Binny, luitenant-kolonel bij de Royal Welsh Fusiliers werd onderscheiden met de Distinguished Service Order (DSO).
- sergeant C. Jeffery van het Devonshire Regiment en soldaat E. Burton van het Norfolk Regiment werden onderscheiden met de Distinguished Conduct Medal (DCM).
- onderluitenant Albert Edward Stevens, sergeant John Watson Emslie, kanonnier Thomas William Cowans en de soldaten H. C. May en Lawrence John White ontvingen de Military Medal (MM).

### Minderjarige militairen
- R.H. Reeves soldaat bij de Duke of Cornwall's Light Infantry was slechts 15 jaar toen hij op 8 oktober 1915 door een granaat werd gedood.
- de soldaten William Armstrong, A. Austrin, Archibald Laird Gardiner, James Arthur Maple en drummer Sidney Mervin R. Green waren 17 jaar toe ze sneuvelden.